# Канглиабад
Канглиабад (узб. Qangliobod / Қанглиобод) — посёлок городского типа, расположенный на территории Галляаральского района Джизакской области Республики Узбекистан.
Статус посёлка городского типа с 2009 года.